# Nicolás Ramírez
Nicolás Ramírez (Tepic, 16 de fevereiro de 1974) é um ex-futebolista mexicano que atuava como defensor.

## Carreira
Nicolás Ramírez integrou a Seleção Mexicana de Futebol na Copa América de 1997.